# Almutia

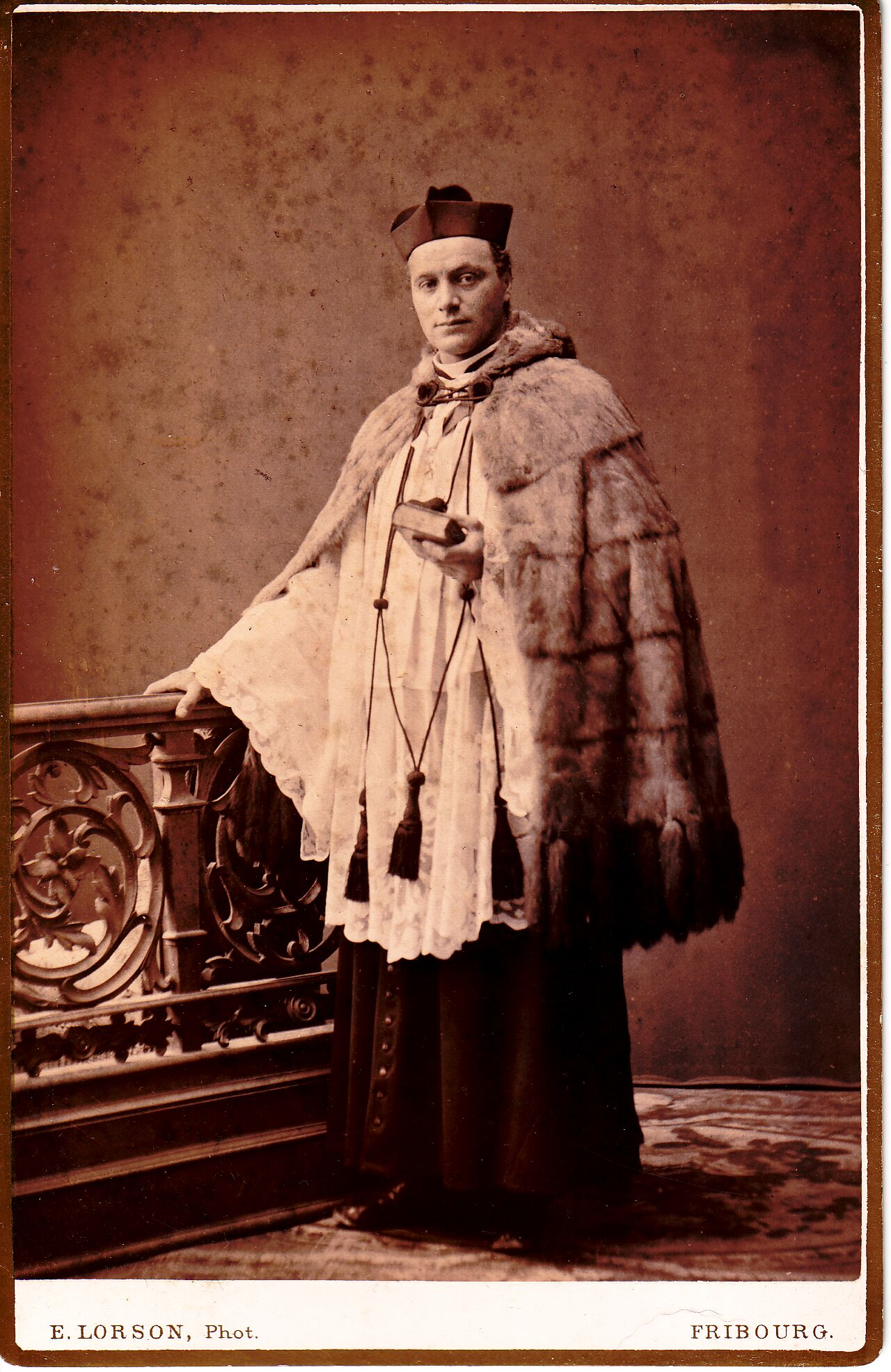
Almutia van eekhoornvellen met eekhoornstaarten, Fribourg (omstreeks 1900)

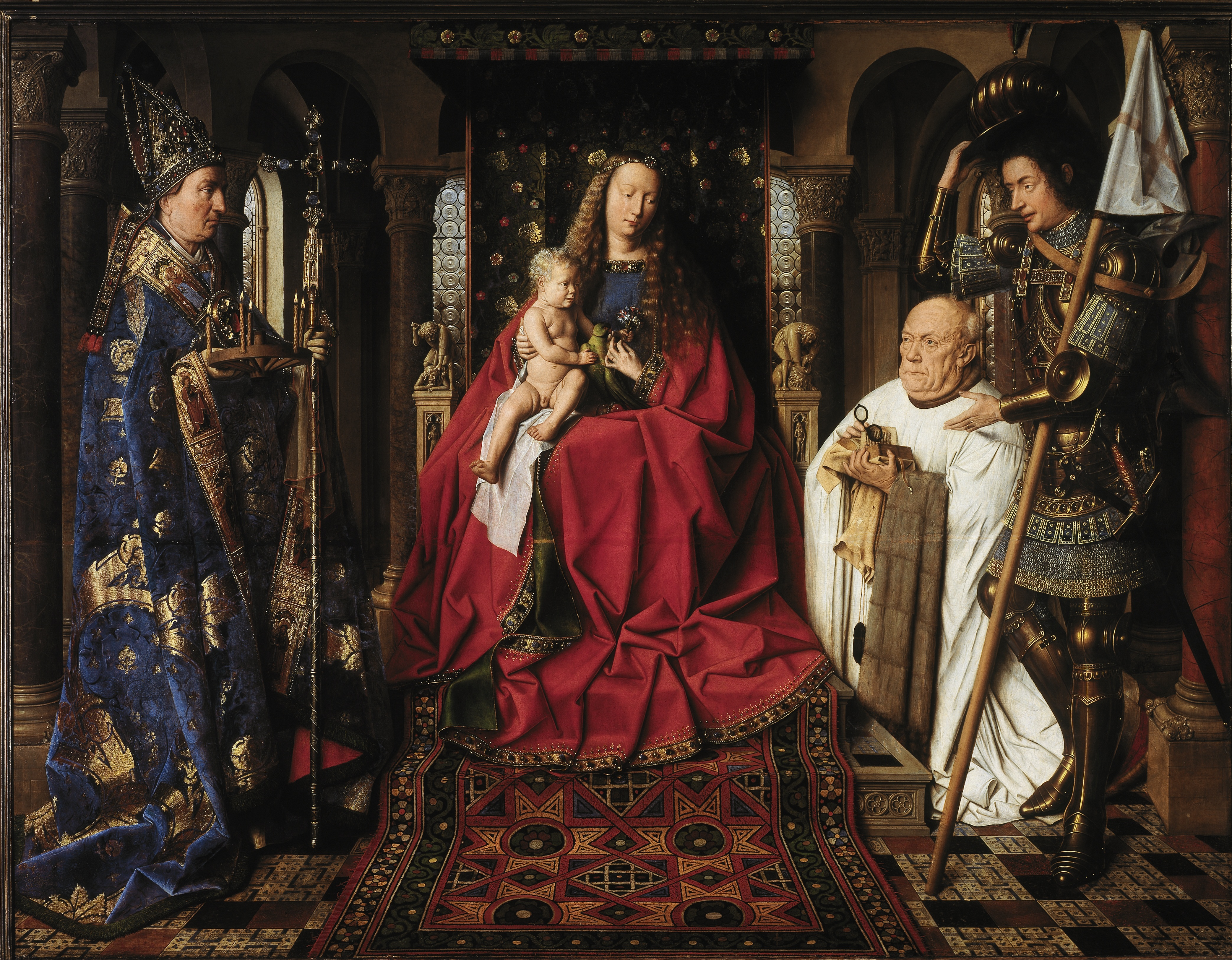
Jan van Eyck, Madonna met kanunnik Van der Paele (1436)

De almutia (of: almucia) is een kledingstuk dat gedragen werd door kanunniken. Het woord is afgeleid van het Arabisch: al-musta-kah, wat een pelsmantel met lange mouwen betekent.
Het betrof een soort uit bont vervaardigde schoudermantel met lange mouwen en cape, die van voren soms open hangt, maar ook gesloten kon zijn. Ze vond vanaf de 12e eeuw ingang maar raakte in de loop van de 20e eeuw in onbruik. De almutia ontwikkelde zich vanuit een hoofdbedekking: In de 12e eeuw betrof het een soort cape die tot ver over de oren hing, dan wel ver over de rug. Later werd het een mantel die in sommige gevallen zelfs wel tot de voeten kon reiken.
Was de almutia oorspronkelijk van met textiel gevoerd lamsvel vervaardigd, geleidelijk aan werden luxere stoffen gebruikt, zoals het vel van Russische eekhoorns of van hermelijn. Van een middel tegen de koude evolueerde het tot een teken van waardigheid. Als de kanunnik de almutia niet droeg, dan werd deze om de linkerarm gehangen, zoals op het schilderij van Jan van Eyck is te zien.